# 康納克·傑伊博物館
康納克·傑伊博物館（法語：Musée Cognacq-Jay）是位於法國首都巴黎的一座博物館，主要收藏18世紀時期的美術品。博物館現在由巴黎市政府所有。1990年，在經過搬遷之後，博物館再次開放。